# Phoradendron rigidum
Phoradendron rigidum är en sandelträdsväxtart som beskrevs av Ignatz Urban. Phoradendron rigidum ingår i släktet Phoradendron och familjen sandelträdsväxter. Inga underarter finns listade i Catalogue of Life.